# Opogona irrorata
Opogona irrorata är en fjärilsart som beskrevs av Thomas Vernon Wollaston 1879. Opogona irrorata ingår i släktet Opogona och familjen äkta malar. Inga underarter finns listade i Catalogue of Life.